# Співвідношення сторін дисплея
Співвідношення сторін дисплея — це відношення його висоти до ширини.
Співвідношення сторін дисплея математично виражається як x :y («x-до-y») і x×y («x-на-y»). Найпопулярнішими співвідношеннями сторін, що використовуються сьогодні для показу фільмів у кінотеатрах є 1,85:1 і 2,39:1. Два найбільш розповсюджені відеографічні співвідношення — це 4:3 (1,33:1), універсальне для відеоформатів стандартного телебачення, і 16:9 (1,78:1), універсальне для телебачення високої роздільної здатності та європейського цифрового телебачення. Інші варіанти співвідношень сторін використовуються нечасто. В фотографії найпоширенішими є співвідношення 4:3 і 3:2. Використовуються й такі співвідношення, як 5:4, 7:5 і 1:1 (квадратний формат).

## Список співвідношень сторін
Див. Список стандартних роздільностей
Див. Список кіноформатів
| Співвідношень сторін | Опис |
| -------------------- | --- |
| 4:3                  | 35 mm оригінальне співвідношення для 35-мм кіноплівки, починаючи з німого кіно. На телебаченні і у відеозапису відоме як 4:3. Також стандартне співвідношення для MPEG-2 відеокомпресії. |
| 1,37                 | 35 mm зображення повноекранного звукового кіно, було універсальним у кіно між 1932 і 1953 роками. Було взято за Academy ratio в 1932 році AMPAS. Досі іноді використовується. Також стандарт для 16-мм кіноплівки. |
| 1,43                 | Формат IMAX. Imax productions використовували 70 mm широку плівку (таку ж як використовують для 70 mm художніх фільмів), але вона рухалась в камері та проекторі боком. Це дозволило отримати фізично більшу площу для кожного зображення. |
| 1,5:1 (3:2)          | Співвідношення сторін 35 mm плівки. Використовується у фотографії, а також у форматі VistaVision. |
| 1,56:1               | Широкоекранне співвідношення 14:9. Часто використовується при зйомках як компромісний варіант між 4:3 (12:9) і 16:9, особливо, коли продукт буде транслюватись, як по стандартному ТБ так і по широкоекранному. При цьому конвертація до 16:9 призведе до ефекту pillarbox, а конвертація до 4:3 — до ефекту letterbox. |
| 15:9                 | 35 mm європейський широкоекранний стандарт; природне співвідношення для Super 16 mm. (5:3, інколи називається точніше, як «1,67»). |
| 1,75                 | Раннє 35 mm широкоекранне співвідношення, переважно використовувалося MGM і Warner Bros. |
| 16:9                 | Широкоекранний відеостандарт (16:9), використовується в телебаченні високої роздільності, одне з трьох співвідношень для MPEG-2 відеокомпресії. |
| 1,85                 | 35 mm US і UK широкоекранний стандарт для theatrical film. Uses approximately 3 perforations («perfs») of image space per 4 perf frame; films can be shot in 3-perf to save cost of film stock. |
| 2,00                 | Оригінальне SuperScope співвідношення, також використовуване в Univisium. Використовувався в 50-60-х роках 20 століття. |
| 2,20                 | 70 mm стандарт. Розроблений для Todd-AO в 1950-х. 2.21:1 пристосований для MPEG-2 але не використовується. |
| 2,35                 | 35 mm anamorphic prior to 1970, used by CinemaScope («'Scope») and early Panavision. The anamorphic standard has subtly changed so that modern anamorphic productions are actually 2,39, but often referred to as 2,35 anyway, due to old convention. (Note that anamorphic refers to the compression of the image on film to maximize an area slightly taller than standard 4-perf Academy aperture, but presents the widest of aspect ratios). |
| 2,39                 | 35 mm anamorphic from 1970 onwards. Іноді округляється до 2,40:1 Often commercially branded as Panavision format or 'Scope. |
| 2,55                 | Оргінальне співвідношення сторін для CinemaScope до того як оптична звукова дорожка буде додана на плівку. Це також співвідношення сторін для CinemaScope 55. |
| 2,59                 | Cinerama at full height (three specially captured 35 mm images projected side-by-side into one composite widescreen image). |
| 2,66                 | Full frame output from Super 16mm negative when an anamorphic lens system has been used. Effectively, an image that is of the ratio 2.66.1 is squashed onto the native 15:9 aspect ratio of a Super 16mm negative. |
| 2,76                 | MGM Camera 65 (65 mm with 1,25x anamorphic squeeze). Використовувався у кількох фільмах між 1956 і 1964 роками, наприклад Ben-Hur (1959). |
| 4,00                 | Polyvision, три 35 mm 1,33 зображення, що проектуються в ряд. Використовувалося лише у фільмі Абеля Ганса Наполеон (1927). |